# 黃裳眼蛺蝶
黄裳眼蛱蝶（学名：Junonia hierta）是蛱蝶科的一种蝴蝶，分布在旧热带界，通常生活在草地和灌木丛。

## 描述
雄性的翅膀上方的是明亮的黄色。前翅有很大黑色的三角区域，黑色区域中间有一个很大的蓝点。翅膀的下方为浅黄色。
雌性和雄性差不多，颜色略微黯淡一些。

## 幼虫和蛹
幼虫为深褐色或灰色，上面有白色和蓝色斑点组成的条纹。蛹是暗红色，头部圆钝。